# 新谷祐二
新谷 祐二（しんたに ゆうじ、1953年4月30日 - ）は、福井県出身の元プロ野球選手。ポジションは投手。

## 来歴・人物
福井高校ではエース。系列の福井工業大学へ進むが1年夏で中退後、テストを受けた巨人の練習生として1年間在籍した。
1973年のドラフトで読売ジャイアンツから6位で指名され入団。
1975年に自由契約となり、テストを受け日本ハムファイターズに移籍したが、一軍公式戦の出場がないまま打撃投手を務めた。
1980年から1981年は横浜大洋ホエールズで打撃投手。

## 詳細情報

### 年度別投手成績
- 一軍公式戦出場なし

### 背番号
- 60 （1974年 - 1975年）
- 57 （1976年 - 1978年）
- 76 （1980年 - 1981年）